# Большая тарантелла
Большая тарантелла, соч. 67 (Grande Tarantelle) — музыкальное произведение на темы итальянского народного танца тарантелла, созданное американским пианистом-виртуозом и композитором Луи Моро Готшалком (1829—1869) в 1858—1864 годах. Была впервые исполнена в концерте в Музыкальной академии в Филадельфии в 1864 году.
Впервые опубликована под заголовком «Знаменитая тарантелла» (Célèbre Tarentelle) в 1872 году, после смерти автора, в Бостонском издательстве Oliver Ditson другом Готшалка Николасом Руисом Эспадеро с предисловием, посвящённым композитору.
Готшалк сделал несколько транскрипций этого произведения: для фортепиано соло, для скрипки и фортепиано, трио для двух скрипок и фортепиано, а также трио для скрипки, виолончели и фортепиано. Кроме того, Николас Руис Эспадеро сделал переложение в четыре руки, для двух фортепиано.
В начале 1960-х годов «Тарантелла» была оркестрована композитором Херши Кей специально для Джорджа Баланчина, который поставил на эту музыку виртуозное па-де-де для Патриции Макбрайд и Эдварда Виллелы. Премьера балета «Тарантелла» состоялась 7 января в Нью-Йорке, на сцене Городского центра музыки и драмы. Говоря об этой музыке, Баланчин охарактеризовал её как «восхитительную вещь, полную скорости и настроения».